# COMET – Competence Centers for Excellent Technologies
COMET – Competence Centers for Excellent Technologies mbH ist ein zentrales Förderungsprogramm der österreichischen Technologiepolitik. Es dient dem Aufbau von Kompetenzzentren an ausgewählten branchenspezifischen Standorten. Die Gründung erfolgte durch das "Forschungsförderungsgesellschaft Errichtungsgesetz" am 1. September 2004. Die Österreichische Forschungsförderungsgesellschaft steht zu 100 Prozent im Eigentum der Republik Österreich.

## Grundlagen
Das COMET-Programm
beabsichtigt, durch eine enge, standortspezifische Vernetzung von wissenschaftlicher Grundlagenforschung und angewandter und unternehmerisch orientierter Forschung und Entwicklung Standorte für Kompetenz in einem bestimmten Fachbereich zu fördern. Diese sollen in ausgesuchten Regionen der österreichischen Wirtschaftslandschaft als Leitinstitutionen für wissenschaftliche wie wirtschaftlich-technologische Konkurrenzfähigkeit fungieren. Die Kompetenzzentren sollen dazu dienen, hochschulisches Wissen und Fertigkeiten mit konkretem Forschungsbedarf seitens der Wirtschaft zusammenzubringen, und so hochschulnahe und außeruniversitäre Forschungsinstitute zu Partnern ansässiger Unternehmen zu machen, und in solchen Schnittstellen die Zusammenarbeit in Kooperationsprojekten zu erleichtern. Dadurch sollen Wissenschaftler, weil ihre Forschungsvorhaben gefragt sind und die Zweckdienlichkeit gesichert ist, auch in Bereichen auf internationalem Niveau arbeiten können, für die die Hochschulen selbst keine Infrastruktur bieten können. Diese Kooperationskultur in Österreich fand internationale Anerkennung
und folgt auch den Zielen der Lissabon-Strategie.
Die strategische Zielsetzung dabei ist die Stärkung innovativer Wirtschaft und eine steigende internationale Ausrichtung innerhalb der Globalisierung der Forschung wie auch der technologischen Produktion.
Damit kommt das Programm den spezifischen Gegebenheiten Österreichs entgegen, das von den Grundvoraussetzungen her weder die Wirtschaftskraft für aufwändige Spitzenforschung noch großvolumige industrielle Produktion hat, sondern auf internationale Marktführerschaft in Nischenanwendungen, qualitativ hoch stehenden Segmenten und gesellschaftlich relevanten Bereichen setzt (Frontrunnerstrategie),
der insbesondere auch im Sektor der Klein- und Mittelbetriebe (KMU) stattfindet.
Das Programm steht prinzipiell auch für ausländische Firmen und Hochschulen offen, um die Einbindung Österreichs in die europäische und internationale Spitzenforschung zu fördern.

### Geschichte
1998, noch am BMWV unter Caspar Einem (Regierung Klima), begann das Kompetenzzentrumprogramm Kplus und K_ind/K_net.
2006, am BMBWK unter Gehrer und BMVIT unter Gorbach (Schüssel), wurde das erfolgreiche Konzept umstrukturiert, und von der 2004 errichteten Forschungsförderungsgesellschaft (FFG) als COMET weitergeführt.
Zu dieser Zeit gab es 18 Kompetenzzentren, mit 270 beteiligten Wirtschaftspartnern und 150 Wissenschaftspartnern.
2012 gab es über 40 Zentren, davon 5 in der Spitzenklasse (K2) und 16 der zweiten Stufe (K1), und – nach dem 4. Call – 36 geförderte Projekte. Insgesamt waren zu dieser Zeit um die 1500 Forscher aus Wissenschaft und Wirtschaft an diesen Zentren tätig. 2014 wurden für 10 der neueren K1-Zentren die Förderung bewilligt.
Im Juli 2024 gibt es 24 COMET-Zentren, 12 COMET-Module und 15 COMET-Projekte.

## Organisation
COMET wird als Programm vom Österreichischen Technologieministerium zusammen mit dem Bundesministerium für Digitalisierung und Wirtschaftsstandort auf Bundesebene betrieben, und von der Forschungsförderungsgesellschaft (FFG) abgewickelt. Die Evaluierung erfolgt seitens FFG, Fonds zur Förderung der wissenschaftlichen Forschung (FWF) und Christian Doppler Forschungsgesellschaft (die selbst mit den Christian Doppler Labors wichtige Kompetenzinstitute ausweist). Die Bundesländer unterstützen das Programm mit zusätzlichen, eigenen Landesmitteln.
Die einzelnen Kompetenzzentren sind meist gemeinsame Unternehmen der Landeswirtschaftförderungsorganisation mit ansässigen Hochschulen und Wirtschaftstreibenden, was aber keine prinzipielle Voraussetzung ist.
Ein Drittel aller Partner der Zentren stammt aus dem Ausland, was die gute internationale Vernetzung des Programms zeigt.

### Finanzierung
Die Kompetenzzentren werden bis etwa zur Hälfte des Budgets gefördert, den anderen Betrag müssen die Unternehmenspartner und zu zumindest 5 % die wissenschaftlichen Partner aufbringen.
Die Fördergelder kommen aus dem für Forschungsförderung vorgesehenen Teil des Bundesbudgets. Etwa die Hälfte der unternehmerischen Finanzierungsleistung stammt aber von nichtösterreichischen Partnern.

## Aufbau des Programms
Das Programm umfasst drei Programmlinien, wobei die bestehenden Formate "COMET-Zentrum (K1 bzw. K2)" und "COMET-Projekt" (früher "K-Projekt") um die Linie "COMET-Modul" erweitert wurden, um neue zukunftsweisende Themen mit besonders risikoreicher Forschung zu etablieren. Die Programmlinien unterscheiden sich primär durch die Ansprüche an die geförderten Einrichtungen hinsichtlich Internationalität, Projektvolumen und Laufzeit.

### Forschungsschwerpunkte
Die Fachgebiete, die sich im beginnenden 21. Jahrhundert für Österreich als am zukunftsträchtigsten darstellen (also das notwendige Potential in Forschung und Wirtschaft haben), besondere allgemeine gesellschaftliche Relevanz haben (und dadurch umfangreichere Forschungsgelder rechtfertigen), und im Rahmen des COMET-Programms vorrangig gefördert werden, sind:
- Humanressourcen
- Informationstechnologie
- Lebenswissenschaften
- Material und Produktion
- Mobilität
- Sicherheit
- Umwelt und Energie,
- Weltraum

An welchem Standort diese Schwerpunkte propagiert werden, hängt primär von der vorhandenen Wirtschaftinfrastruktur, von renommierten wissenschaftlichen Partnern im Umfeld, und den Strukturförderungsprogrammen der Länder ab. So ist beispielsweise das Kompetenzzentrum Holz (Neue Biowerkstoffe/Nachwachsende Rohstoffe) an den Standorten Linz (Verbundstoffe, Werkstoffwissenschaften der Kepleruni im Sciencepark), Lenzing (Zellulosechemie, Lenzing AG), St. Veit (dem Holz- und Solarzentrum Kärntens), und am Technopol Tulln (Massivholz und Werkstoffe, Department für Agrarbiotechnologie von BOKU, TU und Vetmeduni Wien) angesiedelt, womit einige der führenden Wirtschaftsräume des Fachgebiets vernetzt sind.

### COMET-Zentren (K2)
„Ziel der COMET-Zentren (K2) ist die Fokussierung existierender sowie der Aufbau neuer Kompetenzen durch die Zusammenarbeit mit international renommierten ForscherInnen, wissenschaftlichen Partnern und Unternehmen in einem gemeinsamen strategisch ausgerichteten Forschungsprogramm auf höchstem Niveau.“

K2-Zentren haben einen Förderzeitraum von 8 Jahren (ab dem 3. Call) bzw. davor 10 Jahren. K2-Zentren wurden 2018 letztmalig ausgeschrieben.

### COMET-Zentren (K1)
„Ziel der COMET-Zentren (K1) ist der Aufbau und die Fokussierung von Kompetenzen durch exzellente kooperative Forschung mit mittel- bis langfristiger Perspektive. K1-Zentren betreiben Forschung auf hohem internationalem Niveau und setzen neue Forschungsimpulse. Ein kontinuierlicher internationaler Vergleich ist sicherzustellen. Im Hinblick auf zukunftsrelevante Märkte tragen sie zur Initiierung neuer Produkt-, Prozess- und DL-Innovationen bei.“

K1-Zentren haben einen Förderzeitraum von 8 Jahren.

### COMET-Projekte
„Ziel der COMET-Projekte (früher K-Projekte) ist die Durchführung von hochqualitativer Forschung in der Zusammenarbeit Wissenschaft-Wirtschaft mit mittelfristiger Perspektive und klar abgegrenzter Themenstellung mit künftigem Entwicklungspotenzial. COMET-Projekte tragen zur Initiierung neuer Produkt-, Prozess – und Dienstleistungsinnovationen bei. COMET-Projekte ermöglichen neuen Konsortien und Themen den Zugang zum COMET-Programm.“

K-Projekte haben einen Förderzeitraum von 3–4 Jahren.

### COMET-Modul
„Ziel der Programmlinie COMET-Modul ist die Etablierung zukunftweisender Forschungsthemen und der Aufbau neuer Stärkefelder, um den Forschungsstandort Österreich auch für zukünftige Herausforderungen zu wappnen. COMET-Module zeichnen sich durch besonders risikoreiche Forschung aus, die deutlich über den bisherigen Stand der Technik hinausgeht.“

COMET-Module haben einen Förderzeitraum von 4 Jahren.

## Liste der COMET-Kompetenzzentren
- Die Spalte Zentrum sortiert ohne „Zentrum“ u. ä.
- Die Spalte nach K2/K1 gibt für K2 die Förderperiode, für K1 den Call

| Kz.         | Zentrum | Vorläufer                         |    |     | Seit      | Land     | Standorte                                          |
| ----------- | --- | --------------------------------- | -- | --- | --------- | -------- | -------------------------------------------------- |
| CDP         | Austrian Center for Digital Production                                                                                                  | –                                 | K1 | 4   | Jul. 2017 | W, V, NÖ | Wien, Dornbirn                                     |
| Pro2Future  | Products and Production Systems of the Future                                                                                           | –                                 | K1 | 4   | Jul. 2017 | OÖ, Stmk | Linz, Graz, Steyr                                  |
| ACCM        | Austrian Center of Competence of Mechatronics (LCM)                                                                                     | –                                 | K2 | 1   | Jan. 2013 | OÖ       | Linz                                               |
| K2-Mobility | K2-Mobility SVT Sustainable Vehicle Technologies                                                                                        | 1999 ACC / 2002 Virtual Vehicle   | K2 | 2   | Jan. 2008 | Stmk     | Graz                                               |
| MPPE        | Integrated Research in Materials, Processing and Product Engineering (Materials Center Leoben MCL)                                      | 1999 K+                           | K2 | 2   | Jan. 2008 | Stmk     | Leoben; Graz (Stmk), Wien                          |
| ACIB        | Austrian Center of Industrial Biotechnology                                                                                             | –                                 | K2 | 1   | Jan. 2010 | Stmk / W | Graz, Wien                                         |
| XTribology  | Excellence Center of Tribology (AC2T research GmbH)                                                                                     | 2002 K+                           | K2 | 1   | Apr. 2010 | NÖ       | Wiener Neustadt                                    |
| BE 2020_2.0 | Bioenergy 2020+ | 1999 K-net RENET / 2003 K+ ABC    | K1 | 1 3 | Apr. 2008 | Stmk     | Graz; Güssing (Bgld), Wieselburg (NÖ)              |
| CEST        | Kompetenzzentrum für elektrochemische Oberflächentechnologie (Centre of Excellence in Electrochemical Surface Technology and Materials) | 2000 K+ ECHEM                     | K1 | 1 3 | Jan. 2008 | NÖ, OÖ   | Wiener Neustadt; Linz                              |
| CTR         | Competence Centre for Advanced Sensor Technologies (Carinthian Tech Research)                                                           | 1999 K+                           | K1 | 1   | 2007      | Ktn      | Villach                                            |
| evolaris    | evolaris next level | 2000 K-ind                        | K1 | 1   | Apr. 2008 | Stmk     | Graz                                               |
| FTW         | Forschungszentrum Telekommunikation Wien                                                                                                | 1998 K+                           | K1 | 1   | Jan. 2008 | W        | Wien                                               |
| K1-MET      | Competence Center for excellent Technologies in Advanced Metallurgical and Environmental Process Development                            | 2001 KnetMET                      | K1 | 1 3 | Juli 2008 | OÖ       | Linz; Leoben (Stmk)                                |
| KNOW        | Know-Center Graz – Kompetenzzentrum für wissensbasierte Anwendungen und Systeme                                                         | 2001 K+                           | K1 | 1 3 | Jan. 2008 | Stmk     | Graz                                               |
| ONCOTYROL   | Center for Personalized Cancer Medicine                                                                                                 | 2002 K-Proj                       | K1 | 1   | Juli 2008 | Tir      | Innsbruck; Hall (Tir), Salzburg (Sbg)              |
| RCPE        | Research Center for Pharmaceutical Engineering                                                                                          | –                                 | K1 | 1 3 | Jul. 2008 | Stmk     | Graz                                               |
| SCCH        | Software Competence Center Hagenberg | 1999 K+                           | K1 | 1 3 | Jan. 2008 | OÖ       | Hagenberg                                          |
| Wood COMET  | Kompetenzzentrum für Holzverbundwerkstoffe und Holzchemie                                                                               | 2001 K+                           | K1 | 1 3 | 2008?     | OÖ       | Linz; Lenzing (OÖ), St.Veit/Glan (Ktn), Tulln (NÖ) |
| ACMIT       | Austrian Center for Medical Innovation and Technology                                                                                   | 2005 K-ind für Mikrosystemtechnik | K1 | 2   | Apr. 2010 | NÖ       | Wiener Neustadt                                    |
| alpS        | Centre for Climate Change Adaptation Technologies                                                                                       | 2002 K+                           | K1 | 2   | Apr. 2010 | Tir      | Innsbruck                                          |
| PCCL-K1     | Polymer Competence Center Leoben | 2002 K+                           | K1 | 2   | Jan. 2010 | Stmk     | Leoben; Graz (Stmk), Wien                          |
| SBA 2       | SBA Research | –                                 | K1 | 2   | Apr. 2010 | W        | Wien                                               |
| VRVis       | Visualization, Rendering and Visual Analysis Research Center                                                                            | 2000 K+                           | K1 | 2   | Jan. 2010 | W        | Wien                                               |
| ASSIC       | Austrian Smart Systems Integration Research Center (CTR)                                                                                | –                                 | K1 | 3   | Jan. 2015 | Ktn      | Villach                                            |
| CBMed       | Center for Biomarker Research in Medicine                                                                                               | 2010 K-Proj                       | K1 | 3   | Jan. 2015 | Stmk     | Graz; Wien                                         |
| LEC EvoLET  | Evolutionary Large Engines Technology for the Next Generation of Gas and Dual Fuel Engines                                              | 1990er K-ind                      | K1 | 3   | Jan. 2015 | Stmk     | Graz                                               |